# Fuirena pumila
Fuirena pumila là loài thực vật có hoa trong họ Cói. Loài này được (Torr.) Spreng. mô tả khoa học đầu tiên năm 1824.

## Hình ảnh

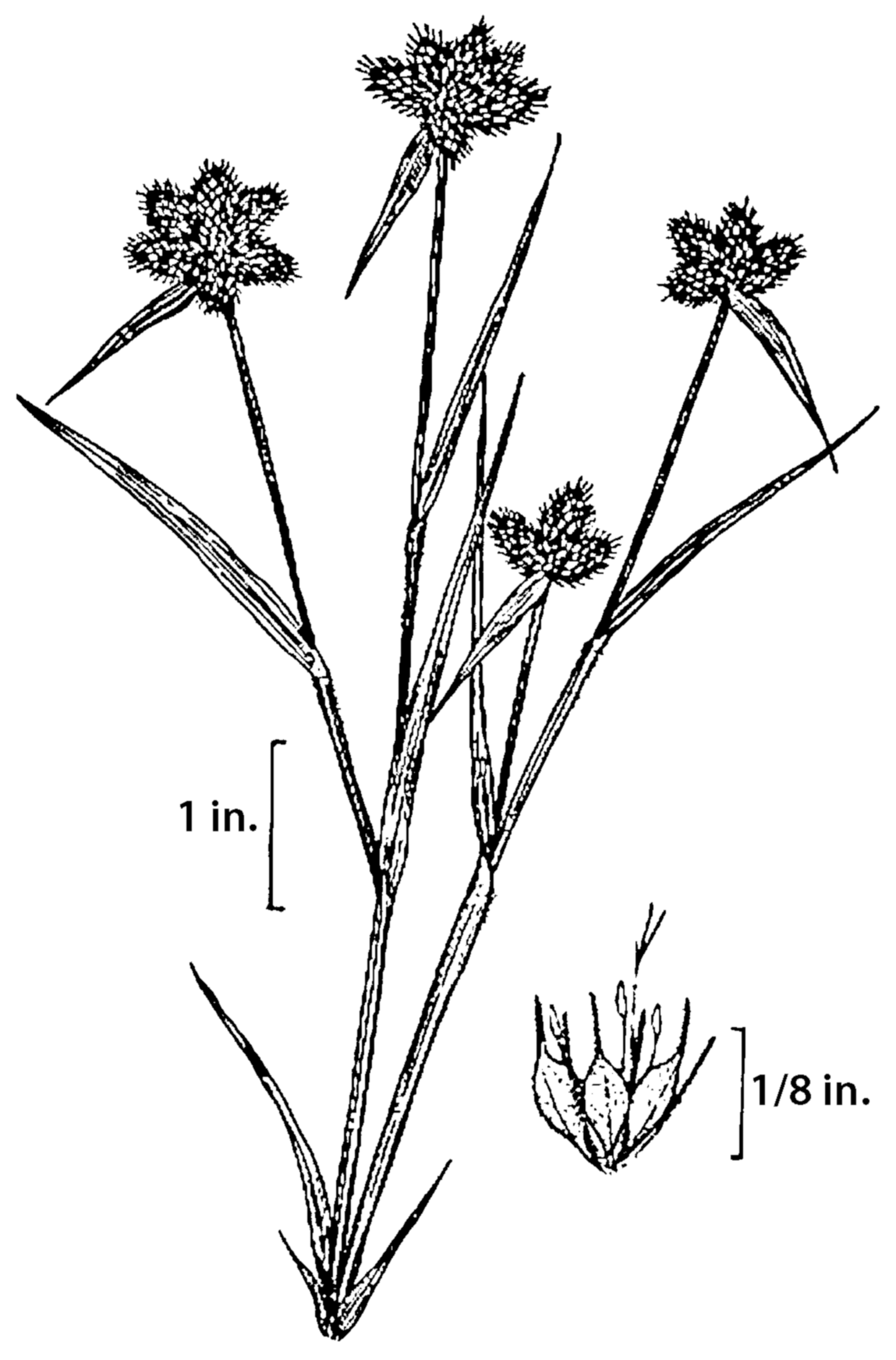